# 1935 en photographie
| Années de la photographie : 1932 - 1933 - 1934 - 1935 - 1936 - 1937 - 1938    |
| Décennies de la photographie : 1900 - 1910 - 1920 - 1930 - 1940 - 1950 - 1960 |

Cet article présente les faits marquants de l'année 1935 en photographie.

## Événements
- Création aux États-Unis par le ministère de l'Agriculture de la Resettlement Administration, nommée Farm Security Administration (FSA) en 1937, un des programmes du New Deal mis en place par Roosevelt à la suite de la Grande Dépression ; cet organisme, chargé de l'aide à l'agriculture sous forme de subventions aux petits paysans et de mener des programmes de planification culturale et de création de coopératives agricoles, met en place une section photographique dirigée par Roy Stryker, chargée de photographier les conditions de vie et de travail des Américains ruraux ; les photographes recrutés réaliseront  270 000 documents photographiques[1],[2].
- La photographe Berenice Abbott engage son projet photographique Changing New York, vaste documentation urbaine qu'elle mène jusqu'en 1939 : photographier les bouleversements énormes que traverse la ville, faire un portrait méthodique des lieux (chantiers, ouvriers, architecture, gratte-ciel, gares, enseignes de boutiques, ponts, cimetières...) en confrontant souvent l'ancien et le moderne dans la même image[3].
- 18 janvier : Virginia Woolf donne une unique représentation de sa pièce de théâtre Freshwater, chez sa sœur Vanessa Bell à Londres avec comme acteurs des membres du Groupe de Bloomsbury ; la pièce, satire de l'époque victorienne, met en scène la photographe Julia Margaret Cameron, grand-tante de Woolf.
- octobre-novembre : Dora Maar est engagée comme photographe de plateau sur le film de Jean Renoir, Le Crime de monsieur Lange[4].
- Yoshio Watanabe et Shigeru Tamura créent un studio pour la publicité et la photographie dans le quartier Ginza à Tokyo.
- Ascher Fellig dit Weegee devient photographe indépendant pour la presse.
- Leopold Mannes et Leopold Godowsky mettent au point la pellicule photographique couleur Kodachrome qui permet d'obtenir des diapositives en couleur d'une très grande finesse donnant un rendu fidèle[5].

## Photographies notables

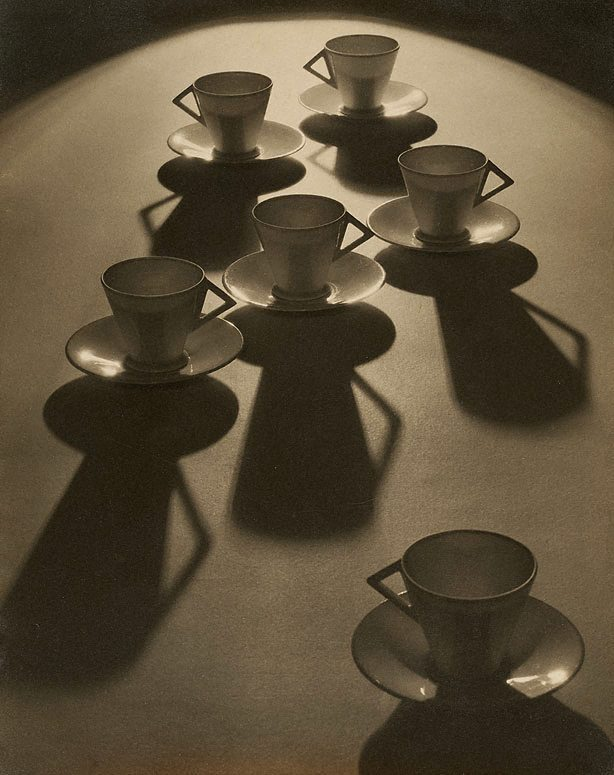
Olive Cotton, Tea cup ballet.

- Olive Cotton, Tea cup ballet (en) ; la photographe utilise une technique d'éclairage en arrière-plan qui jette des ombres vigoureuses en direction du spectateur, créant ainsi un thème dansant avec les formes des tasses de thé, des soucoupes et des ombres[6].
- À Berlin, la photographie de Hessy Levinsons Taft, âgée d'un an, fille de Jacob et Pauline Levinsons, Juifs ashkénazes originaires de Lettonie, est choisie par le parti nazi comme celle du « plus beau bébé aryen » et utilisée pour promouvoir l'aryanisme dans une série de documents, allant des magazines aux cartes postales ; le photographe Hans Ballin, lui-même d'origine juive, a pris la photo en 1934 et l'a soumise au Ministère de l'Éducation du peuple et de la Propagande du Reich créé par Joseph Goebbels sans le consentement de ses parents[7].

## Livres de photographies
- Germaine Krull, Marseille, texte d'André Suarès, Paris, Plon, coll. « Éditions d'histoire et d'art »[8].
- George Shiras III, Hunting Wild Life with Camera and Flashlight : a Record of Sixty Five years' Visits to the Woods and Waters of North America, deux volumes rassemblant 960 photographies d'animaux sauvages, notamment des photographies au flash montrant la vie nocturne des animaux en forêt[9].
- L'éditeur américain Max Lincoln Schuster publie dans sa maison d'édition new-yorkaise Simon & Schuster Eyes on the World, livre de photomontage de 296 pages qui réunit photographies, images de film, coupures de journaux, schémas, graphiques et dessins amusants, reproduits sur une succession de doubles pages à bords perdus[10].
- Formes nues, Paris, Forme, Éditions d'Art Graphique et Photographique : album de 96 nus photographiques publié par Albert Flocon et Albert Roux. L'album, orné d'une couverture de Man Ray, contient des photographies de Brassaï, Florence Henri, Raoul Hausmann, André Kertész, Herbert List, László Moholy-Nagy, George Platt Lynes, Laure Albin Guillot, Pierre Boucher, František Drtikol, Ergy Landau, Man Ray, Franz Roh, Herbert List, Emmanuel Sougez, Dora Maar, Thérèse Le Prat, André Steiner, Nora Dumas, Émile Gos, Andreas Feininger, Jacques Lemare, Maurice Tabard ; texte en français, anglais et allemand.

## Études, essais et articles
- Emmanuel de Martonne, « Photogrammétrie et photographie aérienne. À propos du congrès et de l'exposition internationale de photogrammétrie », Annales de géographie, vol. 44, no 247,‎ 1935, p. 65–70 (lire en ligne ).

## Festivals et congrès photographiques
- 5 octobre - 20 octobre : 30e Salon international d'art photographique, Hôtel de la Société française de photographie, Paris, 51 rue de Clichy[11].
- 9e et dernier congrès international de photographie, Paris[12].

## Prix et récompenses
- Médaille du progrès de la Royal Photographic Society : Harold Dennis Taylor.

## Naissances
- 28 janvier : Yoshikazu Shirakawa, photographe japonais, mort le 5 avril 2022.
- 13 février : Eduardo Gageiro, photographe et photojournaliste portugais.
- 25 février : Haruo Tomiyama, photographe japonais, mort le 15 octobre 2016.
- 3 mars : Dieter Appelt, artiste et photographe plasticien allemand.
- 5 mars : Letizia Battaglia, photographe et photojournaliste italienne, connue pour son travail sur la mafia sicilienne, morte le 13 avril 2022.
- 22 mars : Yūtokutaishi Akiyama, graveur et photographe japonais, mort le 3 avril 2020.
- 25 mars : Chiara Samugheo, photographe italienne, morte le 13 janvier 2022.
- 31 mars : Kōichi Saitō, photographe japonais, lauréat en 1988 du Prix de la Société de photographie du Japon.
- 1er avril : Jean-Louis Swiners, photographe et photojournaliste français, lauréat en 1962 du Prix Niépce, mort le 26 décembre 2019.
- 29 avril : Claude Sauvageot, photographe et journaliste-reporter français, lauréat en 1968 du Prix Niépce, mort le 9 juin 2001.
- 2 mai : Marc Garanger, photographe et cinéaste français, lauréat en 1966 du Prix Niépce, mort le 27 avril 2020.
- 13 mai : Jan Saudek, photographe tchèque.
- 1er juin : Claude Batho, photographe française, morte le 5 août 1981.
- 10 juin : Jérôme Ducrot, réalisateur et photographe de mode français, mort le 26 janvier 2021.
- 14 juin : Robert M. Lindholm, photographe américain, connu pour ses photographies de paysages, mort le 16 avril 2018.
- 29 juillet : Charles Harbutt, photographe et photojournaliste américain, mort le 30 juin 2015.
- 18 août : Peter Klasen, artiste et photographe allemand.
- 12 septembre : Georges Tourdjman, photographe français, mort le 23 décembre 2016.
- 15 octobre : Jean Garet, photographe français, lauréat en 1964 du Prix Niépce, mort le 18 mai 1995.
- 18 novembre : Erling Mandelmann, photographe danois, mort le 14 janvier 2018.
- 22 décembre : Jean-Claude Sauer, photojournaliste français, mort le 10 janvier 2013.

- Date précise inconnue ou non renseignée :
  - Gian Paolo Barbieri, photographe de mode italien, mort le 17 décembre 2024.
  - Carl Chiarenza, historien, universitaire, critique d'art et photographe américain.
  - Michel Kameni, photographe camerounais, mort en mai 2020.
  - Yoshikazu Minami, photographe japonais.

## Décès
- 8 mars : Paul Rudolph, opticien allemand qui a mis au point plusieurs objectifs photographiques pour Zeiss, dont le premier objectif anastigmat, le Planar, l'Unar et le Tessar, né le 14 janvier 1858.
- 15 avril : Alfred Watkins, photographe britannique, inventeur d'un posemètre, né le 27 janvier 1855.
- 20 avril : Charles Auguste Varsavaux, photographe portraitiste français, né le 30 septembre 1866.
- 22 avril : Richard Paraire, peintre et photographe français, né le 30 janvier 1869.
- 23 avril : Wanda von Debschitz-Kunowski, photographe allemande spécialisée dans les portraits, active à Munich, née le 8 janvier 1870.
- 10 mai : Hugues Krafft, voyageur et photographe français, né le 1er décembre 1853.
- 24 juin : Guido Rey, alpiniste, écrivain et photographe italien, né le 20 novembre 1861.
- 1er juillet : Pierre Bellingard, peintre et photographe français actif à Lyon, né le 1er janvier 1847.
- 4 juillet : Auguste François, diplomate et photographe français, consul en Chine de 1896 à 1904 où il photographie et filme, né le 20 août 1857.
- 25 septembre : Sarah Choate Sears (Sarah Carlisle Choate), collectionneuse d'art, mécène, artiste et photographe américaine, née le 5 mai 1858.

## Célébrations
Centenaire de naissance
- Guillaume Berggren (de)
- Barnett M. Clinedinst (en)
- Suzuki Shin'ichi I
- Hilda Sjölin
- Alexine Tinne